# Konstantní symbol (peněžní převod)
Konstantní symbol (často zkracován na KS) je v Česku identifikátor udávaný u bankovních plateb, který byl uváděn povinně u všech plateb před vstupem České republiky do Evropské unie. Od roku 2004 se povinně uváděl jen u plateb tvořících příjem nebo výdaj státního rozpočtu (konstantní symbol zde rozlišuje účetní kategorie plateb) a u plateb do zahraničí či plateb mezi cizozemci v cizí měně (zde se KS používá pro devizovou statistiku, pro sestavení platební bilance České republiky). Od roku 2011, kdy byla zrušena vyhláška 62/2004, žádný právní předpis povinnost uvádění konstantního symbolu neukládá.

## Formát
Vyhláška stanovovala, že konstantní symbol je čistě číselný údaj o nejvýše deseti znacích; stejný formát dnes specifikují i technická pravidla mezibankovního platebního systému ČNB CERTIS. V praxi konstantní symbol sestává maximálně ze čtyř číslic (kratší symboly se někdy zleva doplňují nulami), přičemž je pevně stanovena množina hodnot, kterých může nabývat a jejich význam. Tak byl konstantní symbol definován již ve Všeobecných podmínkách SBČS z roku 1992.

### Bankovní konstantní symboly
Některé konstantní symboly jsou vyhrazeny pro mezibankovní platební styk a klienti je nesmí používat. Seznam těchto tzv. „bankovních konstantních symbolů“ určuje Česká národní banka:
| Symbol | Význam                                                    |
| ------ | --------------------------------------------------------- |
| 5      | Opravné zaúčtování                                        |
| 6      | Neexistující účet                                         |
| 51     | Platby na základě pravomocného a vykonatelného rozhodnutí |
| 1178   | Zúčtování platby platební kartou                          |
| 2178   | Zúčtování platby soukromým šekem                          |
| 3178   | Zúčtování platby bankovním šekem                          |

### Platby státu
V případě konstantních symbolů používaných u plateb státu se používá formát ZZZx, kde první tři číslice (ZZZ) určují charakter platby, poslední číslice (x) určuje způsob platby či zúčtování. Speciálním případem je konstantní symbol „0001“, používaný na tzv. daňové složence (varianta poštovní poukázky A označovaná jako doklad V/DS), která umožňuje úhradu některých daní v hotovosti bez poplatku za platbu poštovní poukázkou.
| Symbol | Význam                                                                                              |
| ------ | --------------------------------------------------------------------------------------------------- |
| ZZZ0   | Platby podle zvláštních dispozic bank                                                               |
| ZZZ1   | Platby na podkladě pravomocného a vykonatelného rozhodnutí příslušného orgánu (používají jen banky) |
| ZZZ2   | Úvěrovatelné přepravné a úvěrovatelné platby dodavatelům                                            |
| ZZZ3   | Skládání a vybírání hotovosti u jiné banky                                                          |
| ZZZ4   | Přednostní platby                                                                                   |
| ZZZ5   | Opravné zúčtování (používají jen banky)                                                             |
| ZZZ6   | Dobropisy (vratky) na platby běžného roku                                                           |
| ZZZ7   | Dobropisy (vratky) na platby minulého roku                                                          |
| ZZZ8   | Ostatní bezhotovostní platby                                                                        |
| ZZZ9   | Hotovostní platby                                                                                   |

Podle předposlední číslice konstantního symbolu (poslední číslice charakteru platby) se konstantní symboly dělí do tzv. tříd:
| Třída | Symbol | Popis třídy                                                | Třídu spravuje |
| ----- | ------ | ---------------------------------------------------------- | -------------- |
| 0     | ZZ0x   | Platby za zboží a služby                                   | ČNB            |
| 1     | ZZ1x   | Vztahy ke státnímu rozpočtu a rozpočtům místních samospráv | MF ČR          |
| 2     | ZZ2x   | Platby za dodávky investiční povahy                        | ČNB            |
| 3     | ZZ3x   | Mzdové a ostatní osobní náklady                            | ČNB            |
| 4     | ZZ4x   | Vztahy ke státnímu rozpočtu a rozpočtům místních samospráv | MF ČR          |
| 5     | ZZ5x   | Ostatní finanční platby                                    | ČNB            |
| 6     | ZZ6x   | Převody mezi účty téhož klienta                            | ČNB            |
| 7     | ZZ7x   | Pokladní příjmy                                            | ČNB            |
| 8     | ZZ8x   | Třída zrušena                                              | ČNB            |
| 9     | ZZ9x   | Vztahy bank ke klientele (používají jen banky)             | ČNB            |

#### Třídy spravované ministerstvem financí
Konstantní symboly tříd 1 a 4 popisují vztahy ke státnímu rozpočtu a rozpočtům místních samospráv. Tyto symboly předepisuje Ministerstvo financí a vyhlašuje je ve Finančním zpravodaji.
| Symbol | Význam |
| ------ | --- |
| 011x   | Odvody příspěvkových organizací |
| 041x   | Odvody závodního stravování |
| 091x   | Ostatní převody související se SR |
| 131x   | Místní poplatky |
| 151x   | Převody prostředků účelově určených na financování programů reprodukce majetku                                                             |
| 181x   | Převody prostředků na ostatní (neinvestiční) účely                                                                                         |
| 261x   | Příjmy od fyzických osob |
| 271x   | Příjmy od právnických osob |
| 281x   | Účelové prostředky poskytnuté ze státního rozpočtu k vyúčtování                                                                            |
| 301x   | Příjmy z vedlejší hospodářské a doplňkové činnosti škol                                                                                    |
| 321x   | Příjmy z prodeje bytů do osobního vlastnictví občanů                                                                                       |
| 361x   | Pokuty ukládané a vybírané obcemi a kraji                                                                                                  |
| 371x   | Sankční poplatky |
| 421x   | Příjmy plynoucí z prodeje nemovitého majetku                                                                                               |
| 431x   | Ostatní a nahodilé příjmy |
| 461x   | Příspěvky příspěvkovým organizacím na provoz                                                                                               |
| 491x   | Příspěvky a dary mezinárodním organizacím                                                                                                  |
| 501x   | Dotace příspěvkovým organizacím na investice                                                                                               |
| 531x   | Ostatní příspěvky |
| 551x   | Dotace provozní |
| 561x   | Dotace na investice |
| 571x   | Ostatní platby v souvislosti se státním rozpočtem                                                                                          |
| 641x   | Ostatní účelové dotace ze státního rozpočtu                                                                                                |
| 711x   | Dotace na investiční výstavbu ze státních fondů                                                                                            |
| 721x   | Dotace krajům a obcím |
| 751x   | Vztahy státního rozpočtu k bance |
| 761x   | Dávky sociálního zabezpečení včetně specifických dávek příslušníků ozbrojených sil a bezpečnostních sborů a ostatní platby sociální povahy |
| 771x   | Státní sociální podpora |
| 911x   | Finanční vypořádání vztahů se státním rozpočtem                                                                                            |
| 9617   | Vratky příspěvků na členské podíly v družstevní stabilizační bytové výstavbě                                                               |
| 981x   | Mimořádné odvody v průběhu roku |
| 991x   | Účelové prostředky ze státního rozpočtu poskytnuté z vládní rozpočtové rezervy                                                             |

Třída 4 obsahuje symboly používané při placení daní, cla, odvodů apod. a také pokut, penále atd.
| Symbol | Význam                                                               |
| ------ | -------------------------------------------------------------------- |
| 0148   | Platby daně z příjmů (z úroků) srážené bankami                       |
| 114x   | Běžné platby                                                         |
| 214x   | Platby doměrků                                                       |
| 314x   | Platby příslušenství                                                 |
| 4146   | Vratky ve prospěch účtu daňového subjektu, deklaranta, povinné osoby |
| 514x   | Převod vyinkasovaných prostředků mezi účty správce daně              |
| 614x   | Silniční daň placená celnímu orgánu                                  |
| 714x   | Správní poplatky placené celnímu orgánu                              |
| 814x   | Ostatní platby daní                                                  |
| 914x   | Složení celní jistoty                                                |

### Zahraniční platby
U plateb se zahraničím či s cizinci má konstantní symbol tvar MTTT, přičemž první znak (M) určuje, na čí podnět je úhrada prováděna:
| Symbol | Význam                      |
| ------ | --------------------------- |
| 1TTT   | Platba je z podnětu tuzemce |
| 2TTT   | Platba je z podnětu cizince |

Zbylá trojmístná základní část (TTT) pak označuje charakter platby a přímo odkazuje na platební tituly vyjmenované ve vyhlášce ČNB.
| Symbol | Význam                                              | Platební tituly |
| ------ | --------------------------------------------------- | --- |
| M908   | Zboží                                               | 120, 122 |
| M008   | Ostatní transakce skupiny 1                         | 110, 112, 130, 132, 135, 190, 195                                                                                  |
| M408   | Doprava                                             | 210–224, 226, 233, 235, 239                                                                                        |
| M508   | Cestovní ruch                                       | 260, 262, 265, 270, 272, 275, 280, 282, 285, 295                                                                   |
| M608   | Stavební a montážní práce                           | 315, 318 |
| M708   | Právní, účetní a poradenské služby                  | 345–347 |
| M188   | Nájemné                                             | 348, 352 |
| M388   | Zahraniční diplomatická zastoupení v ČR             | 371 |
| M308   | Reklama                                             | 340 |
| M488   | Ostatní služby                                      | 310–312, 320, 325–328, 330, 332, 335, 355, 360, 361, 365, 368–370, 375, 376, 378, 380, 382, 384–388, 390, 395, 397 |
| M588   | Výnosy z přímých portfoliových investic             | 510, 520 |
| M888   | Úroky z portfoliových investic                      | 532 |
| M808   | Ostatní výnosy                                      | 530, 535, 538, 540, 550                                                                                            |
| M068   | Převody                                             | 610, 410, 412 |
| M088   | Jiné převody                                        | 612, 615, 618, 620, 622, 625, 628, 630, 632, 635, 640, 650, 652, 653                                               |
| M968   | Transakce s finančními aktivy ve vztahu k zahraničí | 710, 712, 715, 718, 720, 722, 725, 735, 740, 742, 745, 748, 750, 752, 755, 760, 762, 770, 790                      |
| M288   | Přímé a portfoliové investice                       | 810, 818 |
| M688   | Portfoliové investice – dluhové cenné papíry        | 820, 822 |
| M598   | Osobní transakce s finančními pasívy                | 812, 815, 825, 840, 842, 845, 848, 850, 852, 855, 862, 890                                                         |
| M988   | Nákup a prodej nemovitostí v tuzemsku               | 835 |